# میخائیل بوکینیک
میخائیل بوکینیک (اوکراینی: Михайло Євсійович Букінік؛ ۱۰ نوامبر ۱۸۷۲ – ۱ ژانویهٔ ۱۹۴۷) آهنگساز، و مربی موسیقی اهل ایالات متحده آمریکا بود.